# Babe (canção de Sugarland)
"Babe" é uma canção gravada pela dupla estadunidense de música country Sugarland, que conta com vocais da cantora e compositora norte-americana Taylor Swift. A faixa foi originalmente escrita por Swift e por Patrick Monahan, vocalista da banda Train, para o álbum da cantora de 2012, Red. A canção foi lançada pela Big Machine Records em 20 de abril de 2018, como o segundo single do sexto álbum de Sugarland, Bigger (2018).
A música foi escrita originalmente por Swift e Patrick Monahan, da banda americana Train, para o quarto álbum de estúdio de Swift, Red (2012); no entanto, não entrou na lista de faixas final. Swift regravou a canção para seu segundo álbum regravado, Red (Taylor's Version) (2021).

## Antecedentes
A lista de faixas do álbum, a qual foi lançada em 12 de abril, mostra que "Babe" é a única canção do álbum que não foi co-escrita por Kristian Bush e Jennifer Nettles, os membros da banda Sugarland. Esta também é a segunda canção que Swift escreveu para uma banda ou artista country desde que fez sua transição para o pop em 2014 (sendo a primeira a canção "Better Man" da banda Little Big Town), e a primeira canção country na qual ela é creditada como artista desde aquela época. Sugarland disse aos repórteres nos bastidores da 53º Academy of Country Music Awards que a colaboração surgiu depois que Swift, que é fã de Sugarland, ligou para a dupla querendo trabalhar com eles. "Ela foi graciosa o suficiente para nos contatar quando ouviu que estávamos voltando e fazendo um disco", disse Bush. "Ela disse: 'Eu tenho uma canção, vocês gostariam de gravá-la?' E nós dissemos "Uh, sim!" Eu estava um pouco ansioso. Eu não queria estragar tudo! " Nettles acrescentou: "Mas ela adorou e queria que [nós] fizéssemos parte disso, o que é emocionante. Ela disse: 'Eu tenho uma canção' e nós dissemos: 'Ok. Manda aí'". A dupla achou um arranjo incomum, já que nunca tinham tido ninguém como convidado em seus álbuns anteriores. "Então, nós não estávamos acostumados a lidar com isso e não queríamos estragar tudo. Nós não contamos a ninguém sobre isso até terminarmos, e ela gostou, graças a Deus."

## "Babe (Taylor's Version)"
Swift regravou "Babe", com o subtítulo "Babe (Taylor's Version) (From the Vault)", para seu segundo álbum regravado, Red (Taylor's Version), lançado em 12 de novembro de 2021, pela Republic Records. Swift postou um trecho da regravação em sua conta no Tumblr um dia antes do lançamento do álbum. "Babe (Taylor's Version)" é uma música ska-pop que apresenta trompetes, saxofones e flautas que estavam ausentes na versão do Sugarland.

## Histórico de lançamento
| País           | Data                | Formato            | Gravadora(s)          |
| -------------- | ------------------- | ------------------ | --------------------- |
| Mundo          | 20 de abril de 2018 | Download digital\| | Big Machine           |
| Estados Unidos | 20 de abril de 2018 | Rádios Country     | Big Machine Universal |